# Couvent Sainte-Catherine-de-Sienne de San Cristóbal de la Laguna
Le couvent ou monastère Sainte-Catherine-de-Sienne est situé à San Cristóbal de la Laguna, ville de l'île de Tenerife dans la Communauté Autonome des Îles Canaries (Espagne).
Le bâtiment se trouve en plein centre de la ville et mitoyen à la Plaza del Adelantado. Le couvent est célèbre pour conserver le corps incorrompu de la religieuse María de León Bello y Delgado.

## Histoire
Le couvent a été fondé en 1606 par Juan de Cabrejas, régisseur de l'île de La Palma, et sa femme María de Salles. Le 23 avril 1611 il est inauguré, intégrant quatre religieuses originaires de Séville, bien que par la suite il ait dénombré jusqu'à cent religieuses. Il a été un couvent très riche, mais le Désamortissement espagnol a fait des sérieux ravages dans son patrimoine, qui a été un des plus importants des îles.

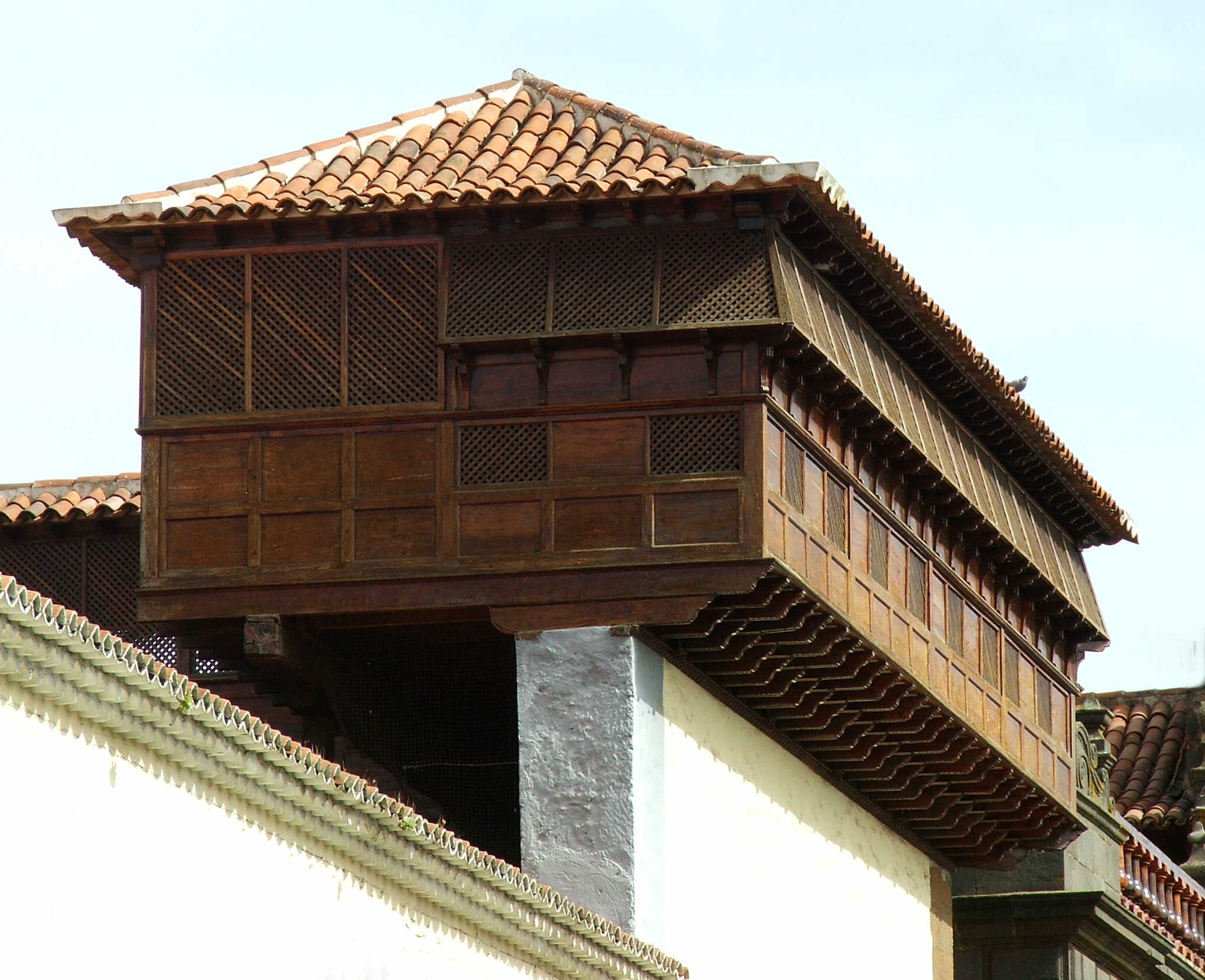
Fenêtre traditionnelle en bois du Couvent.

Le Couvent de Sainte Catherine de Sienne a été déclaré Bien d'Intérêt Culturel des Canaries avec la catégorie de Monument en 1986.

## Notoriété

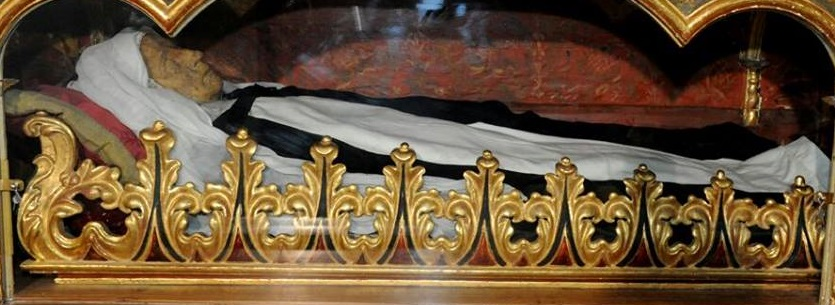
Tombe de Sœur María de Jesús (La Siervita).

Le corps incorrompu et non décomposé de Sœur María de León Bello y Delgado est conservé intact dans le couvent. Chaque année, le 15 février (anniversaire de sa mort), son corps est exposé publiquement dans un cercueil de verre, pour le pèlerinage de la foule de fidèles qui veulent voir son corps resté intact. Actuellement, le procès de béatification de cette religieuse est en cours.

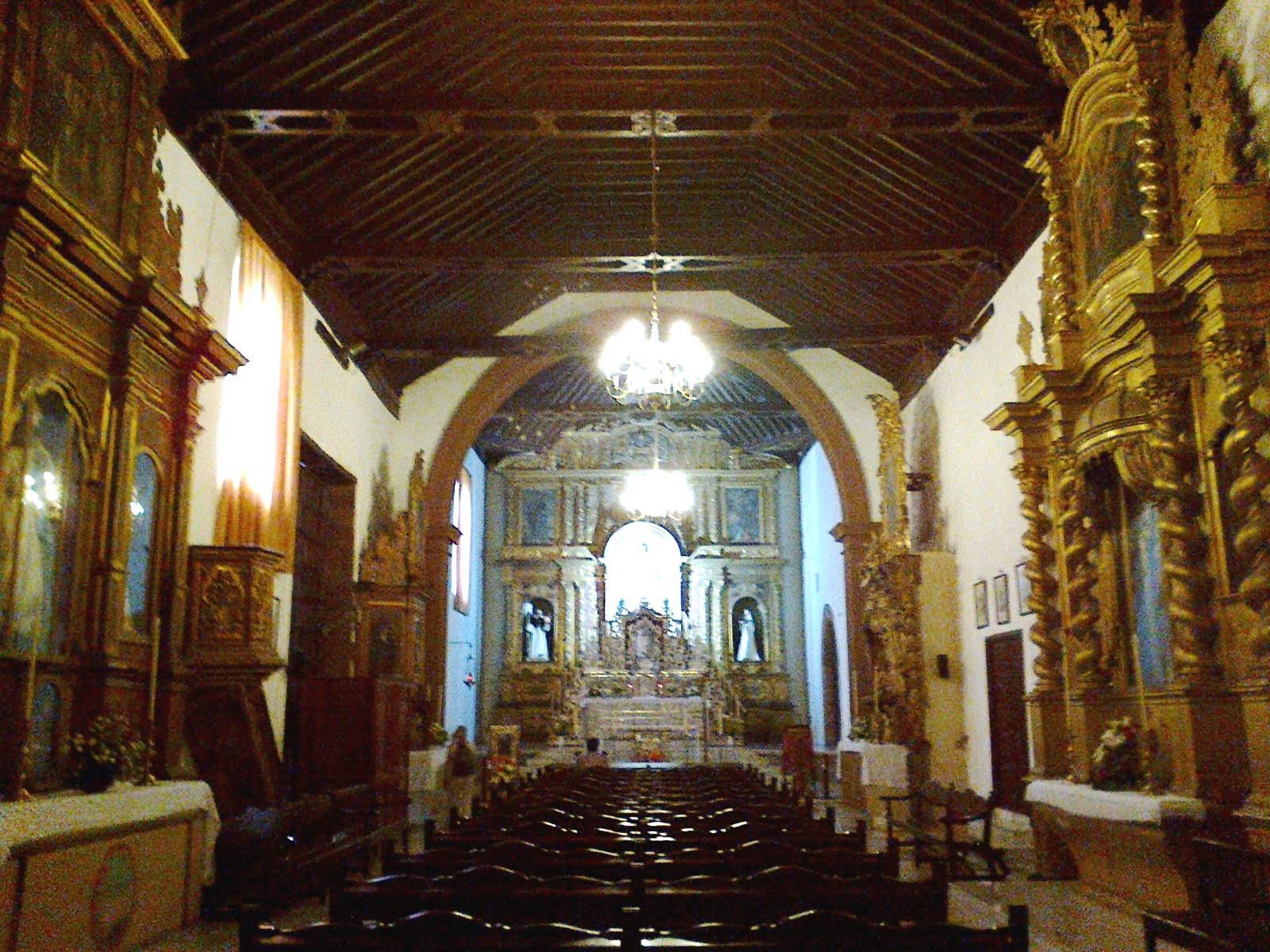
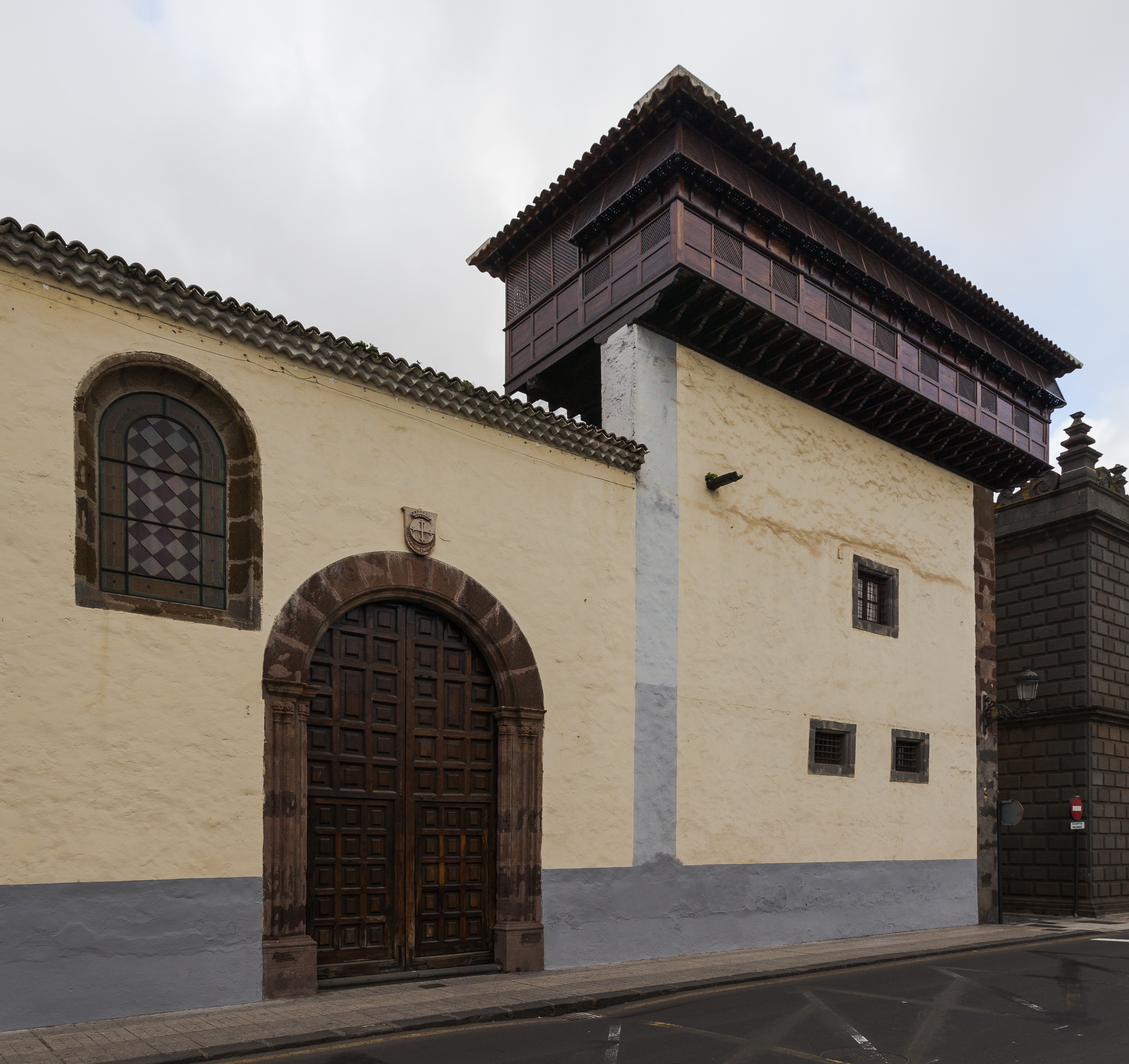

## Source de traduction
- (es) Cet article est partiellement ou en totalité issu de l’article de Wikipédia en espagnol intitulé « Convento de Santa Catalina de Siena (San Cristóbal de La Laguna) » (voir la liste des auteurs).